# Ron Spang
Ron Spang (geboren vor 1979) ist ein amerikanischer Filmeditor.

## Leben und Karriere
Ron Spang hat sich als Editor bei mehreren Fernsehserien einen Namen gemacht, darunter Das A-Team (1984–1987), Raven (1992) und Smallville (2001–2011). Er war 1989 für den Schnitt der Serie Wiseguy zusammen mit seinem Kollegen Larry Strong für einen Primetime Emmy nominiert. Auch etliche Kinofilme, wie z. B. die Clint Eastwood Produktion Firefox, wurden von ihm geschnitten.

## Filmographie (Auswahl)

### Filme
- 1979: Reichtum ist keine Schande (The Jerk)
- 1980: Mit Vollgas nach San Fernando (Any Which Way You Can)
- 1982: Firefox
- 1987: Tödliche Täuschung (Deadly Illusion)
- 1993: Perfect World (A Perfect World)
- 1994: Hilflos ausgeliefert (Murder or Memory? A Moment of Truth Story; Fernsehfilm)
- 1996: Wer hat meine Tochter ermordet? (Justice for Annie: A Moment of Truth Movie; Fernsehfilm)
- 1997: Mein Chef: Das Schwein! (Badge of Betrayal; Fernsehfilm)
- 1998: Sucht nach Liebe (Someone to Love Me; Fernsehfilm)
- 2001: The Sons of Mistletoe

### Serien
- 1981–1981: Sheriff Lobo (4 Folgen)
- 1984–1987: Das A-Team (The A-Team; 20 Folgen)
- 1988–1989: Kampf gegen die Mafia (Wiseguy; 9 Folgen)
- 1992–1992: Raven (Alle Folgen)
- 2001–2011: Smallville (73 Folgen)

## Weblink
- Ron Spang bei IMDb